# Raymond-Jacques Tournay
Ne doit pas être confondu avec Raymond Tournay (médecin).
Pour les articles homonymes, voir Tournay (homonymie).
Raymond-Jacques Tournay (1912-1999) est un dominicain français membre de l'École biblique et archéologique française de Jérusalem, exégète biblique et assyriologue.

## Biographie
Jacques Tournay est né le 28 mars 1912 dans le 16e arrondissement de Paris, de Maxime Tournay et Marie Périnelle. Il est l’aîné de quatre enfants (Jacques, Marie-Thérèse, Michel et Georges). Il fréquente l’école primaire des Frères des Écoles chrétiennes de la rue de Grenelle, puis le Collège Stanislas à Paris, et le Collège Albert de Mun à Nogent-sur-Marne.
Le 14 septembre 1930 il entre au noviciat dominicain d’Amiens, où il reçoit le nom de Raymond. Il suit les cours de philosophie et théologie au Saulchoir de Cain, en Belgique, où il étudie auprès de grands théologiens, comme les Pères Yves Congar, Marie-Dominique Chenu ou Antonin-Gilbert Sertillanges.
Il est ordonné prêtre le 14 juillet 1936. Il est choisi pour aller à l’École biblique de Jérusalem. il commence à Louvain l’étude de l’assyro-babylonien avec le chanoine Georges Ryckmans. Peu après, il se lance dans l’akkadien avec le Père Jean-Vincent Scheil, o. p., le premier traducteur du célèbre Code d’Hammurabi, qui l’introduit dans le cercle des orientalistes parisiens,
En septembre 1938, il arrive en Palestine. Il revient en France en 1940 et suit pendant toute la guerre les cours de René Labat et de Jean Nougayrol à l’École pratique des hautes études. Il commence à étudier les légendes de Gilgamesh. Il entre dans un réseau destiné à aider les collègues juifs et élargit son action à un engagement dans la résistance, notamment en diffusant des écrits clandestins, échappant de justesse à l'arrestation par les Allemands à plusieurs reprises.
Il repart pour la Palestine en 1946 et se consacre au déchiffrage d'inscriptions anciennes. Il s'engage à plusieurs reprises en faveur d'Arabes victimes de la politique territoriale israélienne.
À partir de 1964, il devient professeur du prince Hassan, âgé de 17 ans, frère du roi Hussein de Jordanie. Pendant plusieurs années, une voiture vient le chercher chaque semaine pour le conduire à Amman, où il lui enseigne le français, l’hébreu et même l’araméen. Après la Guerre des Six Jours, il joue un rôle diplomatique d'intermédiaire officieux entre la famille royale jordanienne, la France et le Vatican et même avec certains de ses amis israéliens.
Il est directeur de 1972 à 1981 de l'École biblique de Jérusalem (EBAF) où il est professeur depuis 1946.
Il meurt le 25 novembre 1999 à Jérusalem.

## Distinctions
Il a reçu deux décorations françaises, l'ordre national du Mérite (1972) puis la Légion d'honneur (1981).
Le 15 novembre 1994 l’Université de Fribourg lui confère un doctorat honoris causa pour un demi-siècle à la fois d’activité scientifique, d’efforts pour promouvoir la paix entre Juifs et Arabes, et de souci des plus démunis et des prisonniers politiques.